# Pane
Il pane è un prodotto alimentare ottenuto dalla fermentazione, dalla formatura a cui segue una lievitazione e successiva cottura in forno di un impasto a base di farina (normale o integrale), cereali e acqua, confezionato con diverse modalità, arricchito e caratterizzato frequentemente da ingredienti che si differenziano seguendo le tradizioni locali.
Il pane azzimo non è lievitato e si presta alla conservazione per lunghi periodi. Il biscotto del marinaio, detto anche "galletta", è diverso, e pure questo adatto a lunga conservazione (anche mesi) ed è tipico della marineria a vela. Si tratta di un "bis-cotto", cioè cotto due volte. Anche diversi pani regionali italiani sono azzimi ma è diffuso specialmente in vari paesi medio-orientali ed è maggiormente prodotto senza aggiunta di sale.
Quando ha forma di pane basso è spesso usato come componente di piatti che prevedono la presenza di condimenti (tipici esempi di pane basso regionale italiano sono la pizza napoletana, la focaccia genovese e la piadina romagnola).

## Storia

Modello con scena di panificazione. primo periodo intermedio dell'Egitto, Dopo il 2090 a.C. Museo Egizio di Torino.

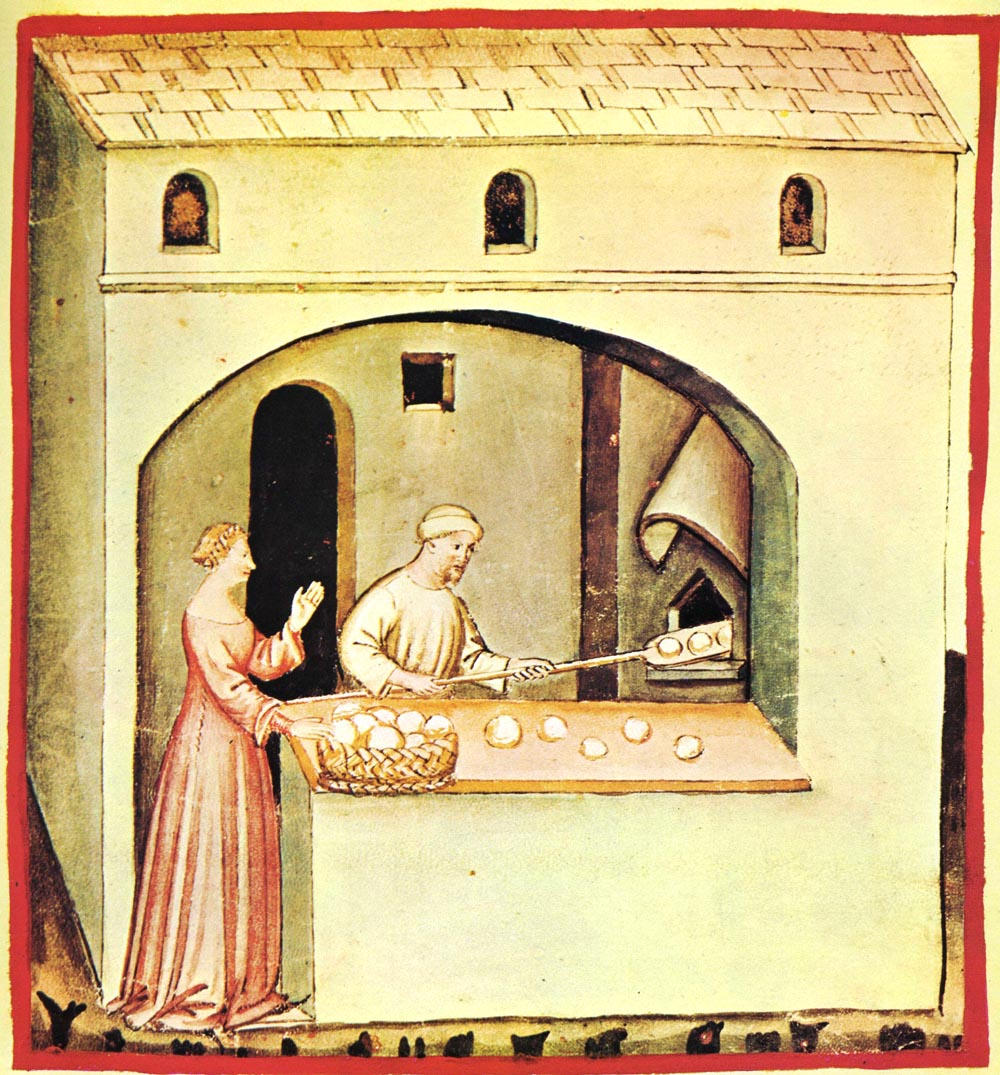
Tacuinum sanitatis (XIV secolo)

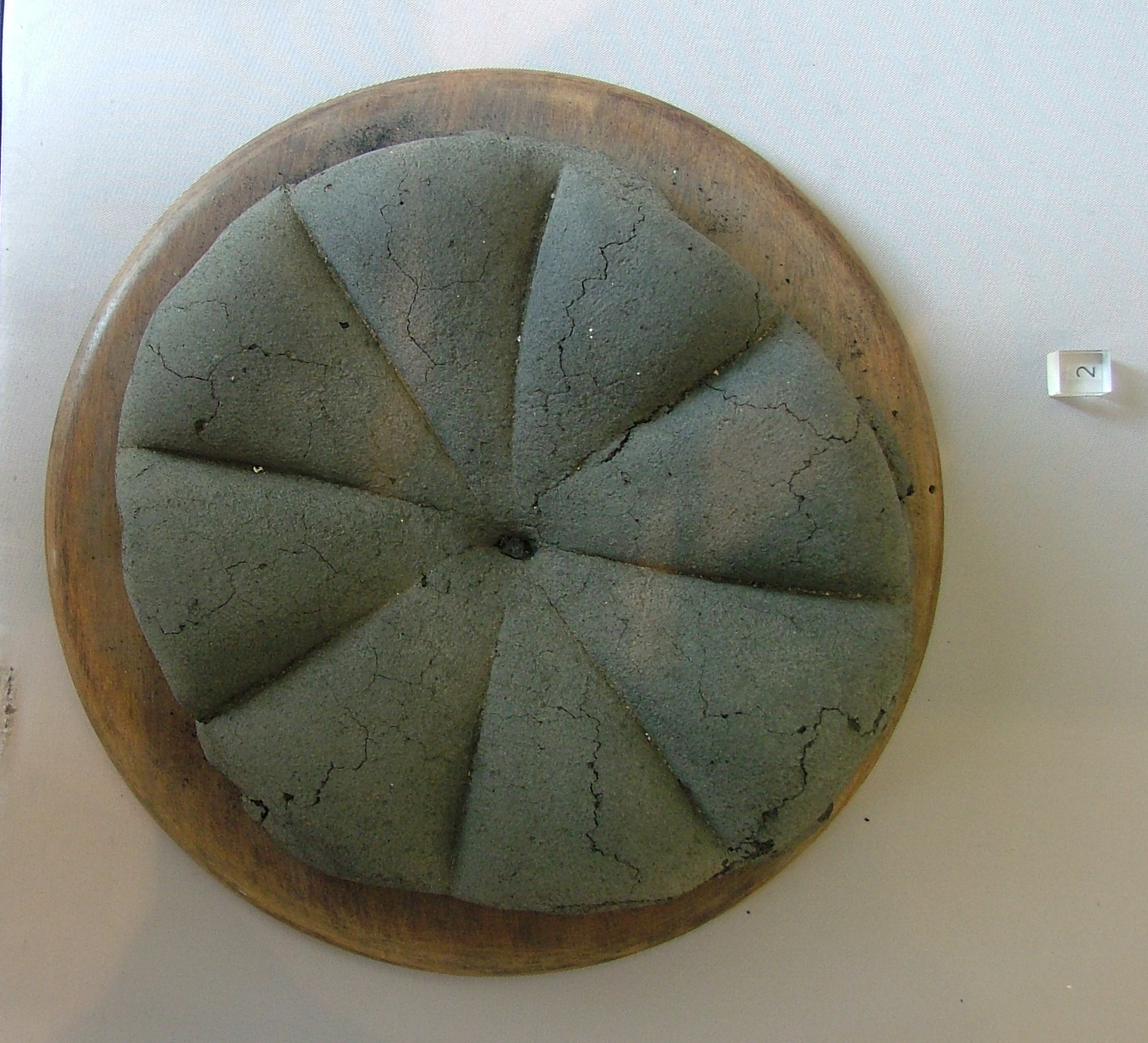
Forma di pane rinvenuta negli scavi di Pompei

Il pane più antico di cui si abbia certezza risale circa al 12000 a.C. ed è stato ritrovato in Giordania: veniva preparato macinando fra due pietre una miscela di cereali e mescolandola con acqua. L'impasto finale veniva cotto su una pietra rovente.
Uno dei più antichi pani non cotti e lievitati è stato rinvenuto a Çatalhöyük nel 2025 e risalente al 6600 a. C.
Intorno al 3000 a.C. gli Egizi perfezionarono la lievitazione, con cui un impasto lasciato all'aria veniva cotto il giorno dopo; ne risultava un pane più soffice e fragrante. Per gli Egizi il pane non era solo una fonte di cibo ma anche di ricchezza.
Gli Ebrei mangiano pane azzimo, Matzah, in occasione della commemorazione dell'esodo dall'Egitto: l'uso del pane non lievitato è simbolo dell'accingersi a intraprendere il viaggio, data la rapidità della preparazione e l'ottima possibilità di conservazione di tale tipo di pane.
In ricordo dell'Ultima Cena di Gesù il pane azzimo, sotto forma di ostie, viene utilizzato nell'Eucaristia da alcune confessioni cristiane (cattolici di rito latino, luterani), mentre altre Chiese (riformate, ortodosse, etc.) utilizzano pane lievitato.
Dall'Egitto l'arte della panificazione passò in Grecia. I greci divennero ottimi panificatori, ne producevano più di 70 qualità. Aggiunsero alle ricette di base ingredienti come: latte, olio, formaggio, erbe aromatiche e miele. Furono anche i primi a preparare il pane di notte.
Un tempo nelle campagne ogni famiglia o gruppo di famiglie faceva il pane in casa.

## Il pane nel mondo

### Europa
Il pane di frumento è il pane dei paesi occidentali, quindi dell'Europa temperata e della relativa diffusione etnica verso le Americhe delle popolazioni di origine europea.
Ha un posto fondamentale nella tradizione mediterranea come componente primario dell'alimentazione, al punto che il termine stesso può diventare sinonimo di "cibo" o di "nutrimento", non necessariamente fisico. Nella cucina più antica si usava il termine cumpanaticum (oggi companatico) per indicare ogni preparazione che poteva accompagnarsi al pane, sottolineando il suo ruolo fondamentale.
Nei paesi freddi nord europei è spesso diffuso il pane di segale, cereale molto più resistente del frumento al freddo e soprattutto adatto a estati brevi; il pane di segale ha sapore più grezzo del pane di frumento, ma è molto ricco di proteine. La vulnerabilità della segale alla segale cornuta è una delle cause del fuoco di sant'Antonio.

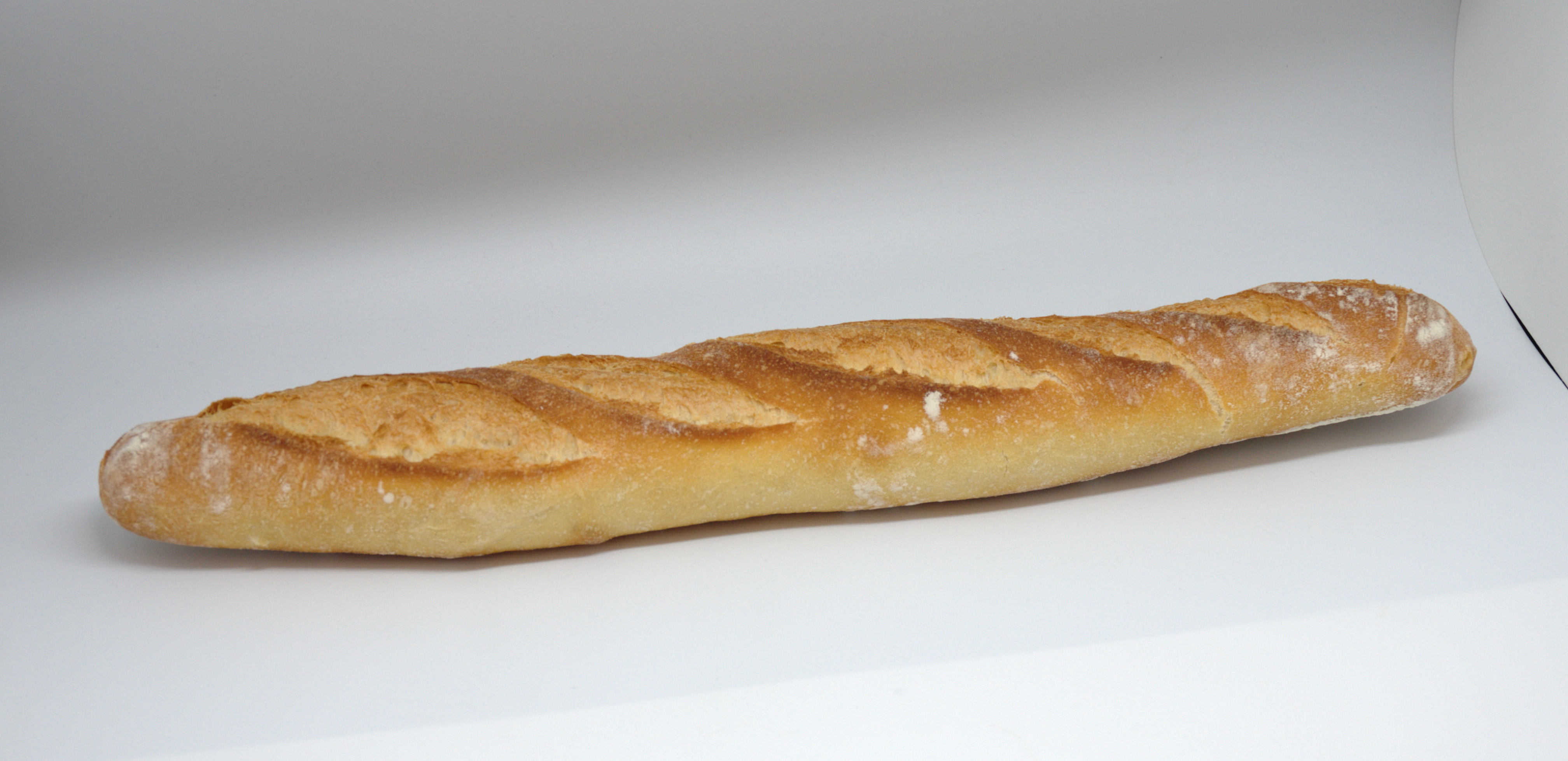
Baguette (Francia)
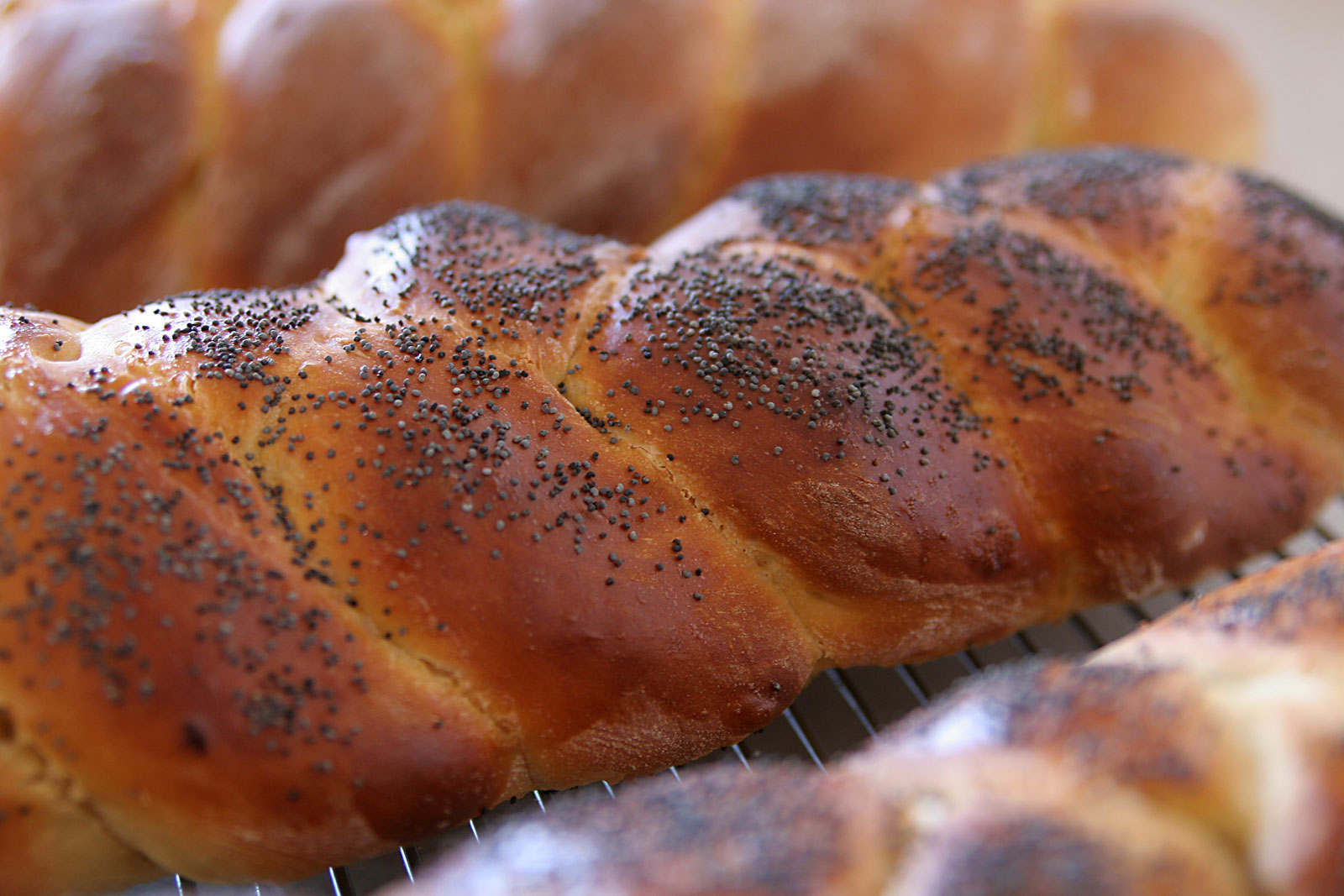
Pane dolce europeo (strucla)
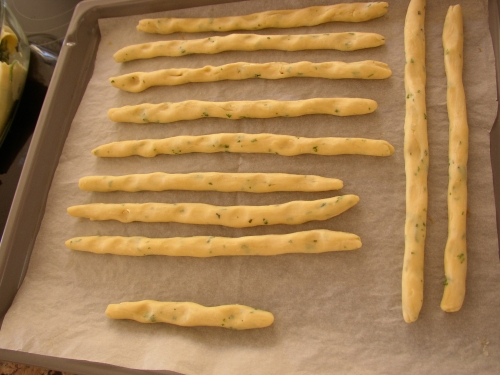
Grissini (Italia)
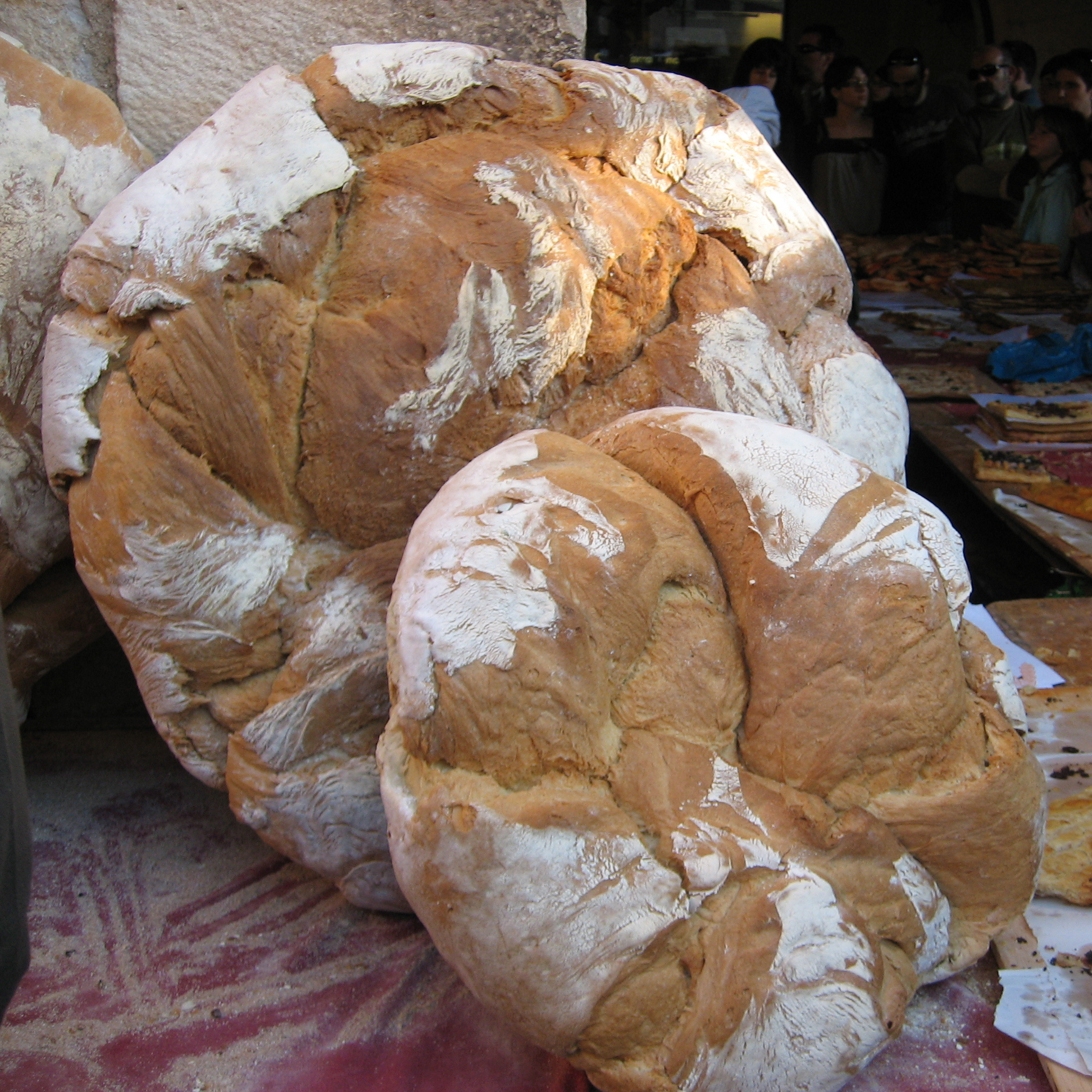
Pan de payés (Spagna)
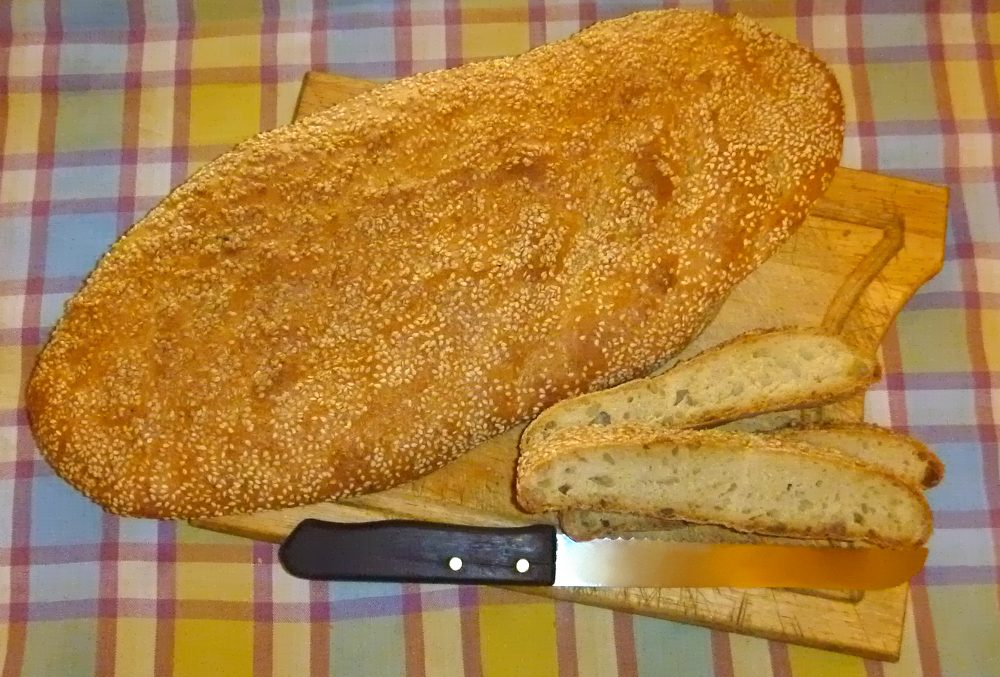
Pane tipico della Grecia (lagana)
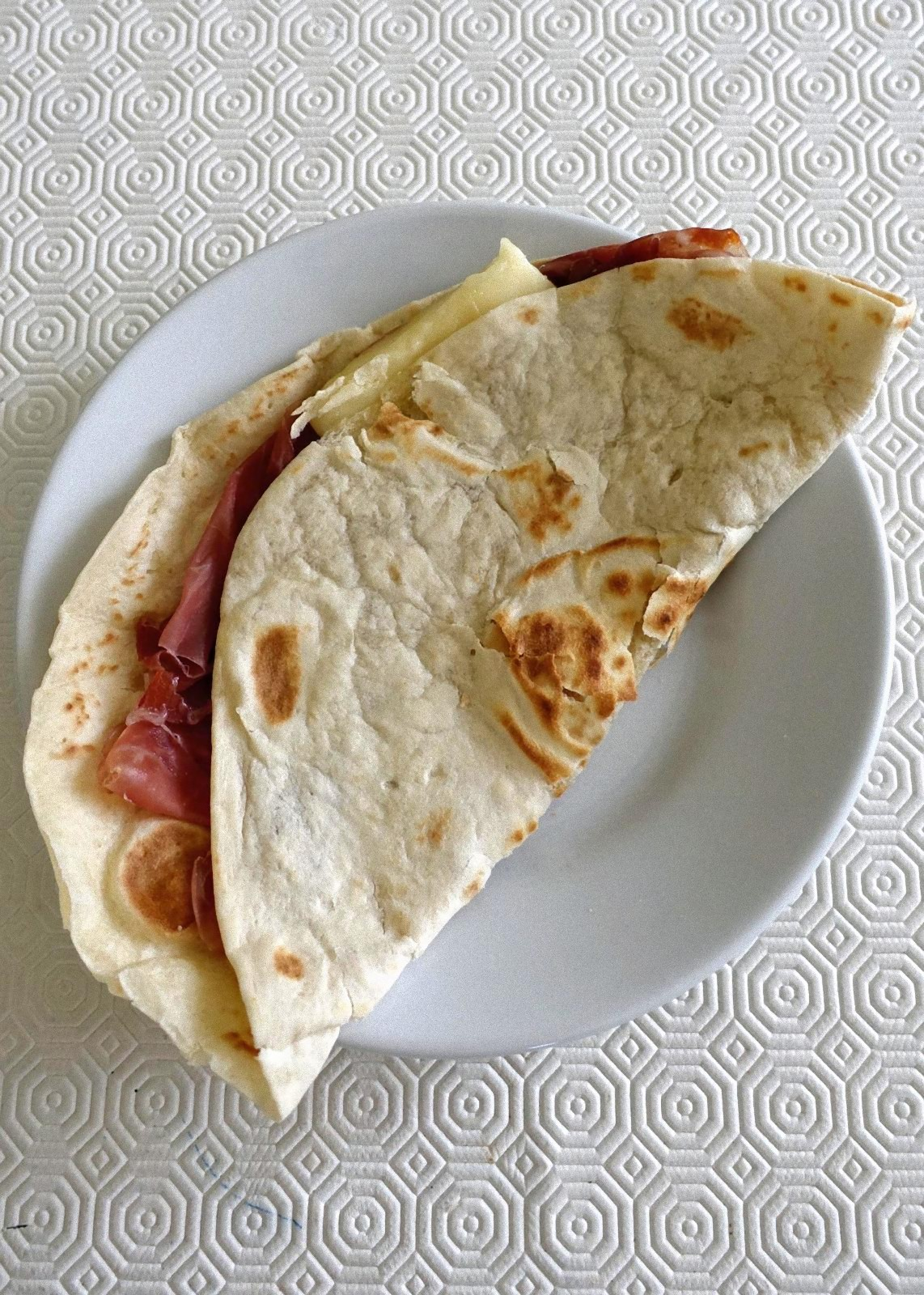
Piadina romagnola (Italia)
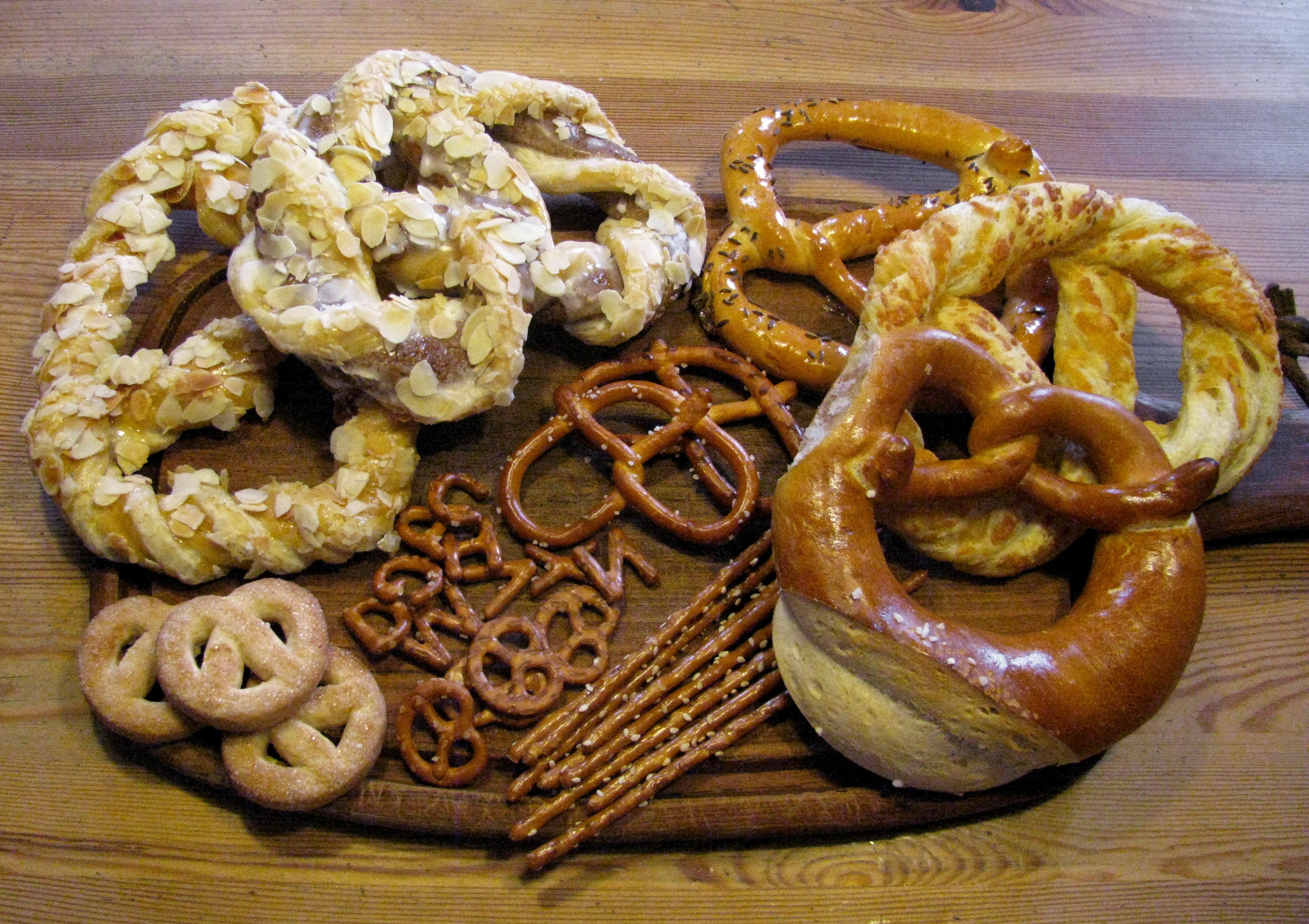
Bretzel (Germania)
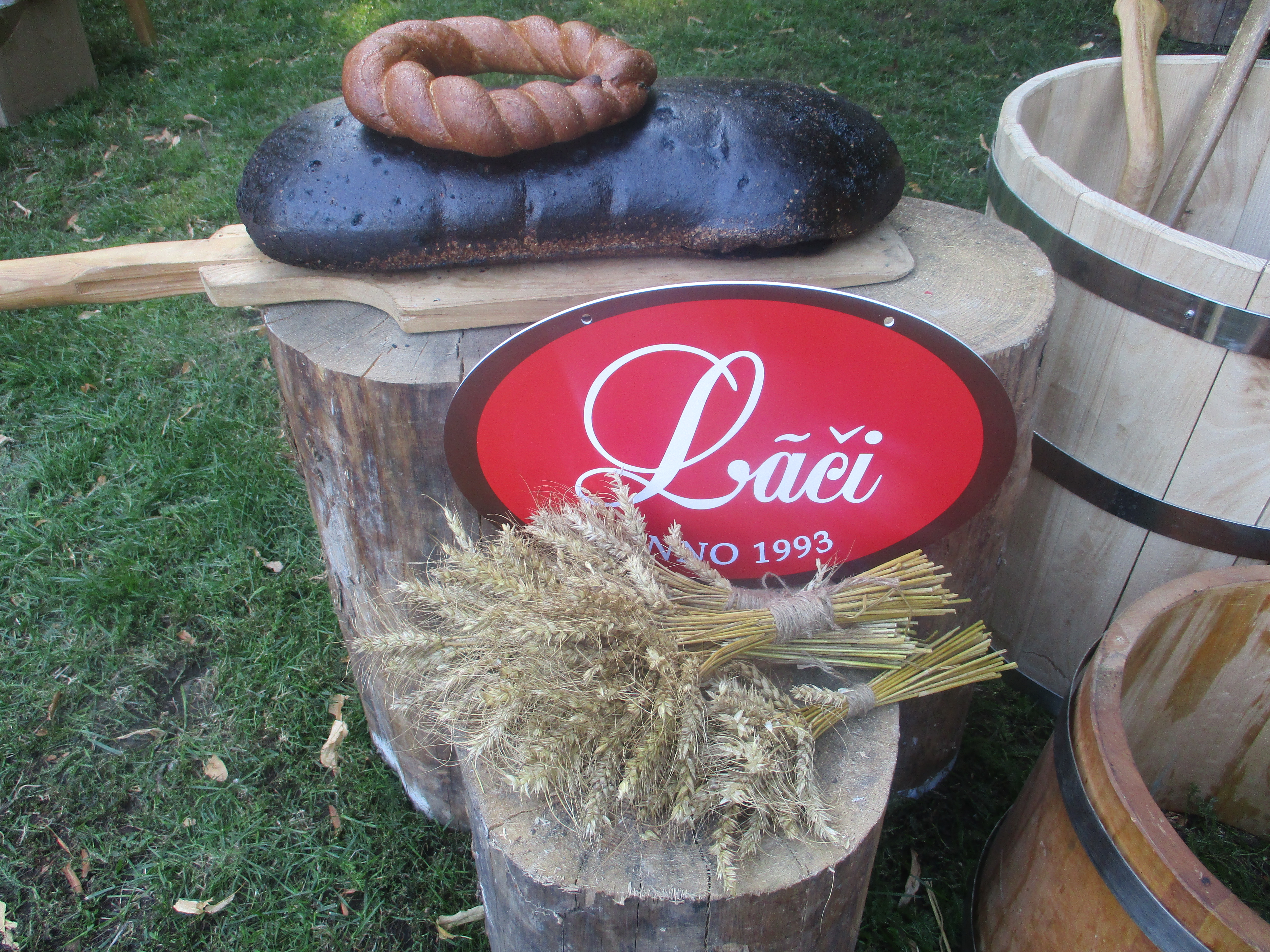
Pane di segale

#### Consumo del pane
La riorganizzazione della filiera alimentare, la costituzione di grandi sistemi distributivi dominanti e l'eliminazione degli anelli distributivi intermedi, risultano un modo potenziale per contenere i prezzi al consumo; tuttavia l'adozione di grandi sistemi integrati e dominanti rende maggiormente possibile l'istituzione di cartelli di monopolio che sottraggono al consumatore il controllo del mercato, e quindi ogni influenza virtuosa a sostenere la qualità, e anche a contenere i prezzi.
| Consumi di pane in Europa - Fonte: Insee, 1999 | Consumi di pane in Europa - Fonte: Insee, 1999 | Consumi di pane in Europa - Fonte: Insee, 1999 |
| Paese                                          | Consumo annuale (kg annui pro capite)          | Quota della produzione industriale (in %)      |
| ---------------------------------------------- | ---------------------------------------------- | ---------------------------------------------- |
| Moldavia                                       | 106                                            | 47                                             |
| Germania                                       | 84                                             | 35                                             |
| Danimarca                                      | 72                                             | 51                                             |
| Austria                                        | 70                                             | 34                                             |
| Italia                                         | 66                                             | 10                                             |
| Belgio                                         | 65                                             | 36                                             |
| Paesi Bassi                                    | 60                                             | 74                                             |
| Francia                                        | 58                                             | 20                                             |
| Norvegia                                       | 58                                             | 3                                              |
| Spagna                                         | 57                                             | 20                                             |
| Inghilterra                                    | 37                                             | 77                                             |

#### Commercializzazione in Italia

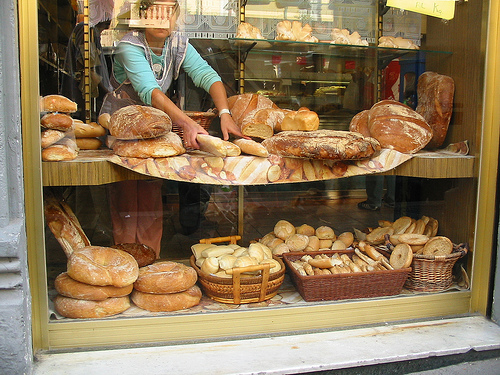
Pane in vetrina

In Italia la legge ne stabilisce chiaramente le caratteristiche e le eventuali denominazioni con il decreto del presidente della Repubblica n. 502 del 30 novembre 1998 che modifica la legge n. 580 del 4 luglio 1967. Tale decreto prevede, fra le altre cose, IVA al 4% per il pane normale e quello speciale prodotto con l'aggiunta di burro, olio d'oliva, strutto, latte, zibibbo, uve passe, fichi.
Con altri ingredienti, IVA al 10%. L'umidità del pane destinato al commercio secondo la legge italiana l'art. 16 della Legge 04.07.1967 n. 580 (così modificato dall'art. 22, comma 2, del D.Lgs. 27.01.1992, n. 109) dice: Il contenuto in acqua del pane a cottura completa qualunque sia il tipo di sfarinato impiegato nella produzione del medesimo, con la sola eccezione del pane prodotto con farina integrale, per il quale è consentito un aumento del 2 per cento, è stabilito in base alla pezzatura:
| Pezzature            | Umidità massima % |
| -------------------- | ----------------- |
| Sino a 70 g          | 29                |
| da 100 fino a 250 g  | 31                |
| da 30 fino a 500 g   | 34                |
| da 600 fino a 1000 g | 38                |
| Oltre 1000 g         | 40                |

Per le pezzature di peso intermedio, tra quelle sopra indicate, il contenuto massimo in acqua è quello che risulta dalla interpolazione fra i due valori limite.
Le caratteristiche analitiche del pane devono identificarsi coi tipi di farina con i quali il pane è stato prodotto. È tollerata una maggiorazione di 0,05 sul contenuto in ceneri, rispetto a quello degli sfarinati impiegati nella produzione del pane.
Sino al 2006, le aperture di nuovi impianti (panifici) per la produzione del pane erano regolate dalle camere di commercio che rilasciavano una licenza di esercizio. Col Decreto Bersani l'impianto di un nuovo panificio, il trasferimento o la trasformazione di panifici esistenti sono soggetti a una "Dichiarazione di inizio attività".

### America
In America l'alimentazione corrispondente da carboidrati di base, prima della conquista europea, era data soprattutto dal granturco o mais (Zea mays), in varietà e preparazioni ad alta capacità nutritiva; nelle zone di montagna era ed è presente la Quinoa (Chenopodium quinoa), (pur non essendo questa a rigore un cereale).
Altri alimenti americani ricchi di carboidrati, ma diversi dai cereali e quindi sostanzialmente inadatti alla preparazione del pane erano (e ancora sono) quelli derivati dalla patata, dall'Ulluco e dall'Oxa (od Oca). La citazione è dovuta, dato che l'uso di tali ultimi alimenti è del tutto sostitutiva al pane, rende quindi non necessaria l'alimentazione a base di pane.

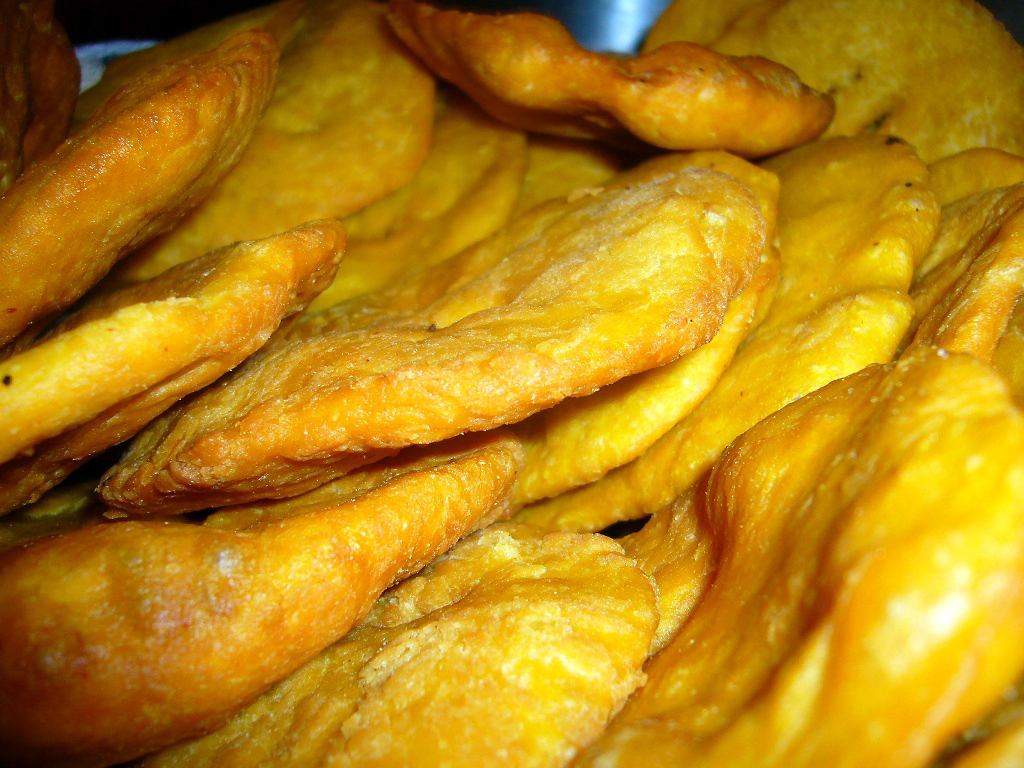
Pane tipico cileno (sopaipillas)
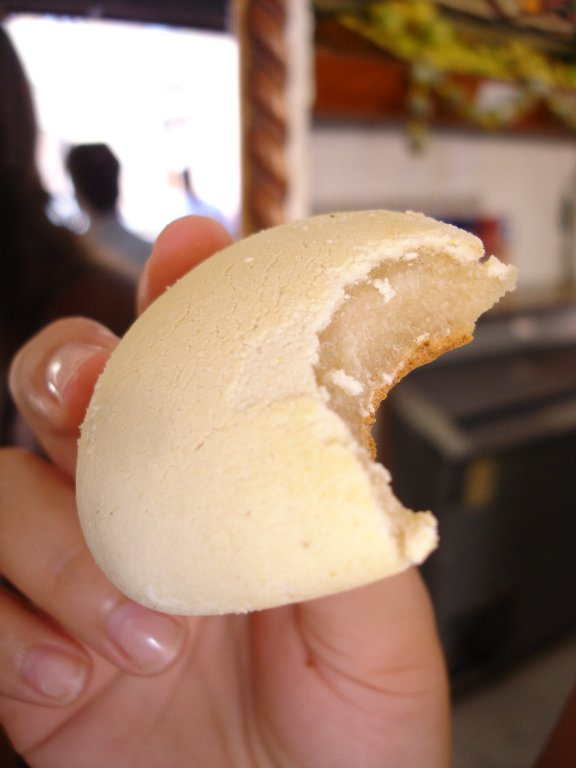
Pane tipico colombiano (pandebono)

### Africa
In Africa e nelle zone calde del sud-ovest asiatico (paesi arabi) spesso è usato il pane di miglio o di sesamo; in specifiche località africane è presente il pane di Teff.
L'uso di tali cereali è giustificato dal fatto che in quelle regioni si trovano le condizioni ottimali di coltivazione.

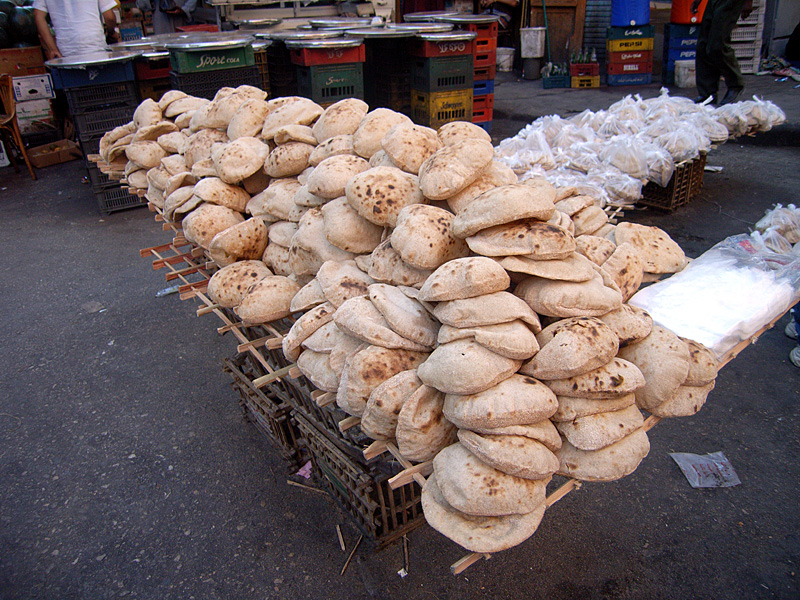
Pane tipico egiziano
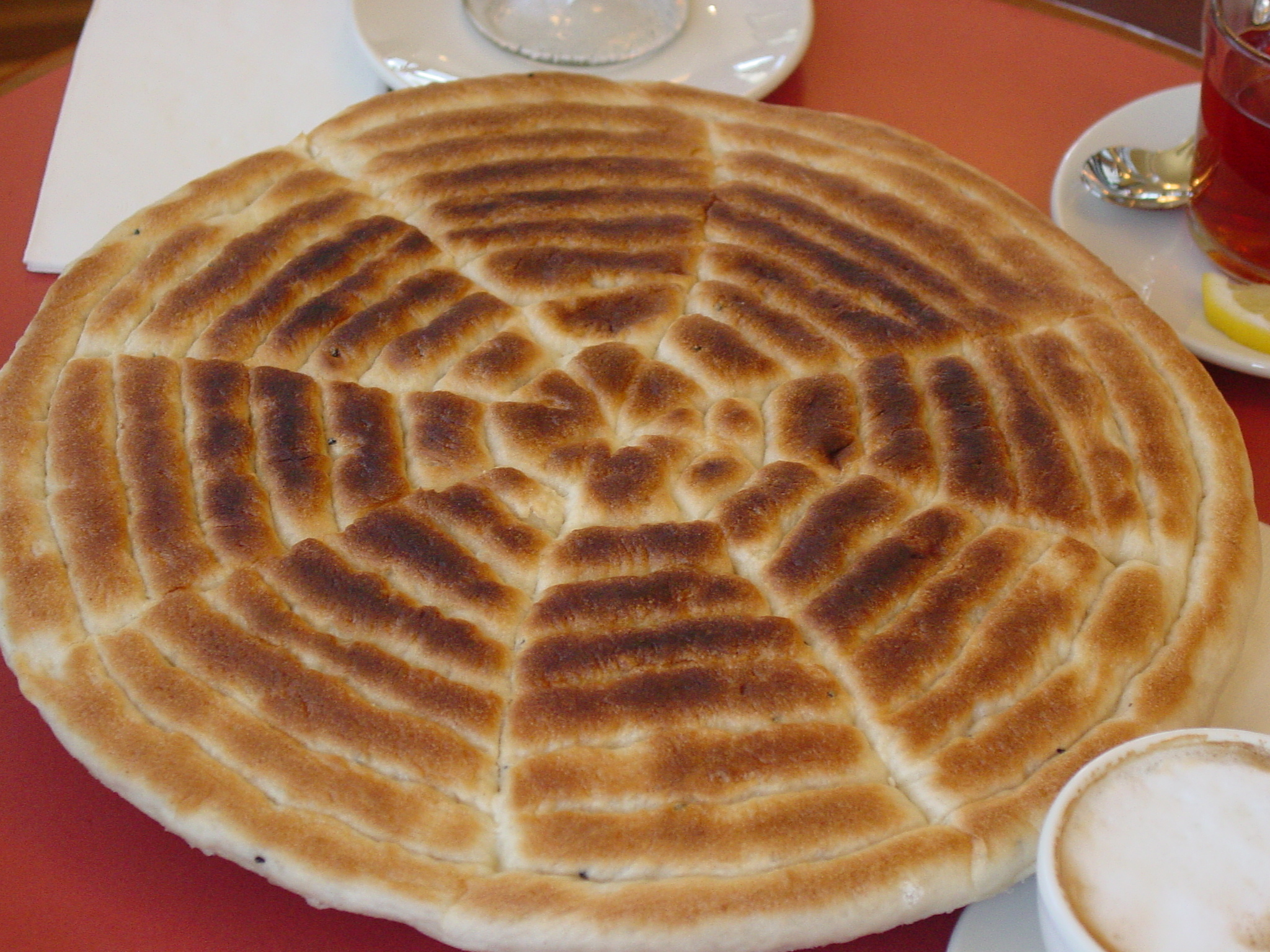
Pane tradizionale dell'Etiopia (himbasha)
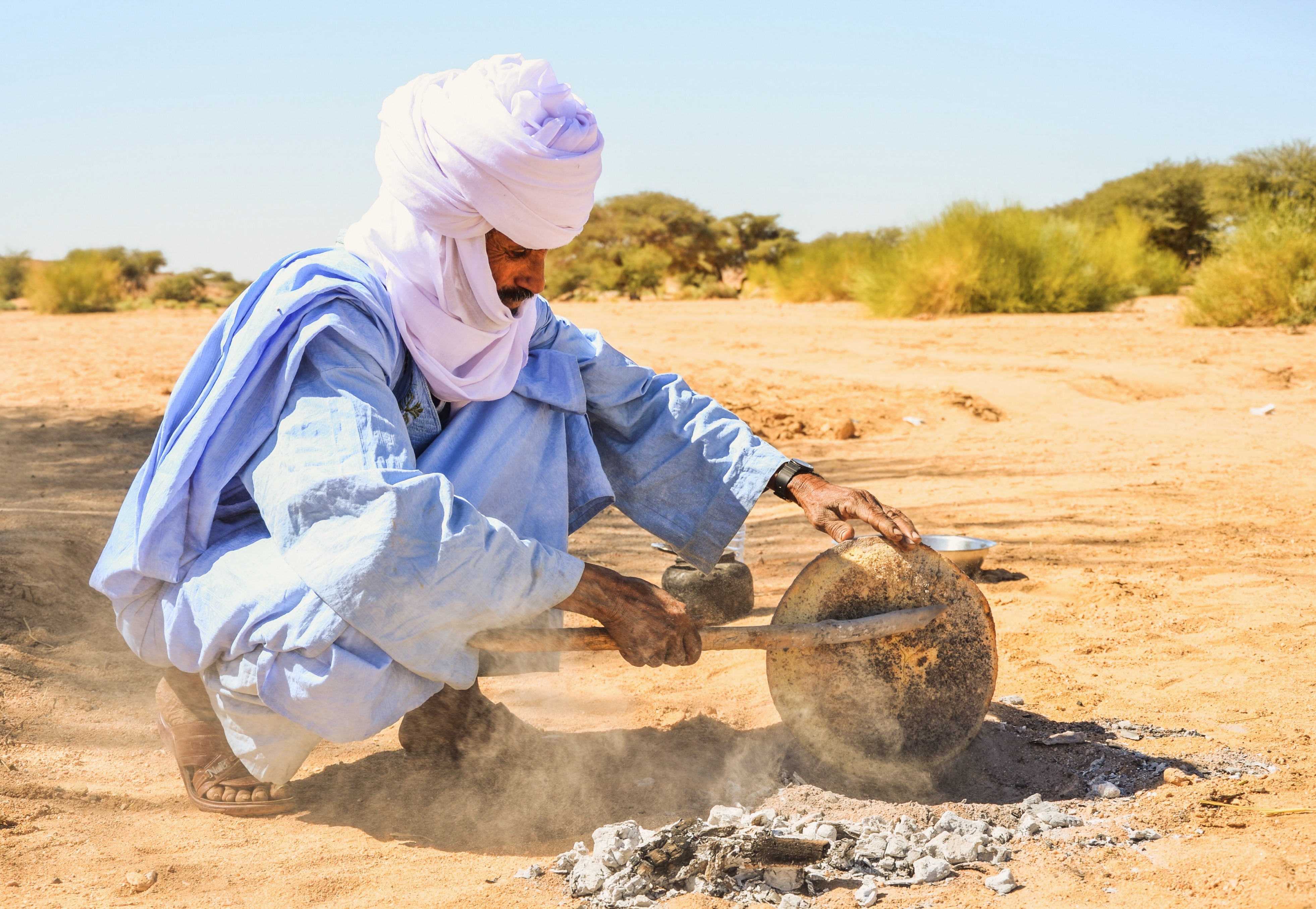
Cottura di un pane tipico algerino (tanguella)

### Asia
Nel Sud-est asiatico e in India, Corea, Cina, e Giappone esiste l'uso di fare "il pane" (o meglio derivati ricchi di carboidrati più o meno analoghi al pane) con il riso, anche in questo caso per precisi motivi climatici che inducono la coltivazione di questo cereale.
Nel continente asiatico si incontrano pani in forme e contenuto diversi, di forma piatta o di panetti solidi compatti o cremosi o gelatinosi, lievitati o non lievitati, ovvero fermentati da batteri acidificanti o trasformati da miceti.
Le fermentazioni sono spesso complesse, sorrette da sostanze aggiunte (erbe, fermenti, semi, legumi, proteine da carni o pesce) sulla base di ricette tradizionali gelosamente conservate; le fermentazioni (diversamente dalla lievitazione) hanno una maggiore funzione di arricchimento nutritivo o organolettico, oppure di passaggio di componenti nutritivi importanti (come i derivati di carni o pesce) in un cibo di notevole conservabilità (spesso le fermentazioni acide sono ottimi conservanti).
Questo è molto importante in luoghi e situazioni dove i nutrimenti pregiati possono essere molto rari, o non sempre disponibili, e i sistemi di conservazione molto preziosi in ambienti difficili.
Il pane quindi diventa solo una base di partenza di un prodotto spesso molto più complesso.
Un elemento importantissimo, e a oggi non ancora valorizzato, è l'esame critico dei rendimenti (definibili "notevoli") delle sole trasformazioni, la batterica o la micetica (e non la saccaromicetica) in termini di arricchimento (aumento) in vitamine e proteine, partendo sostanzialmente da semplici carboidrati.

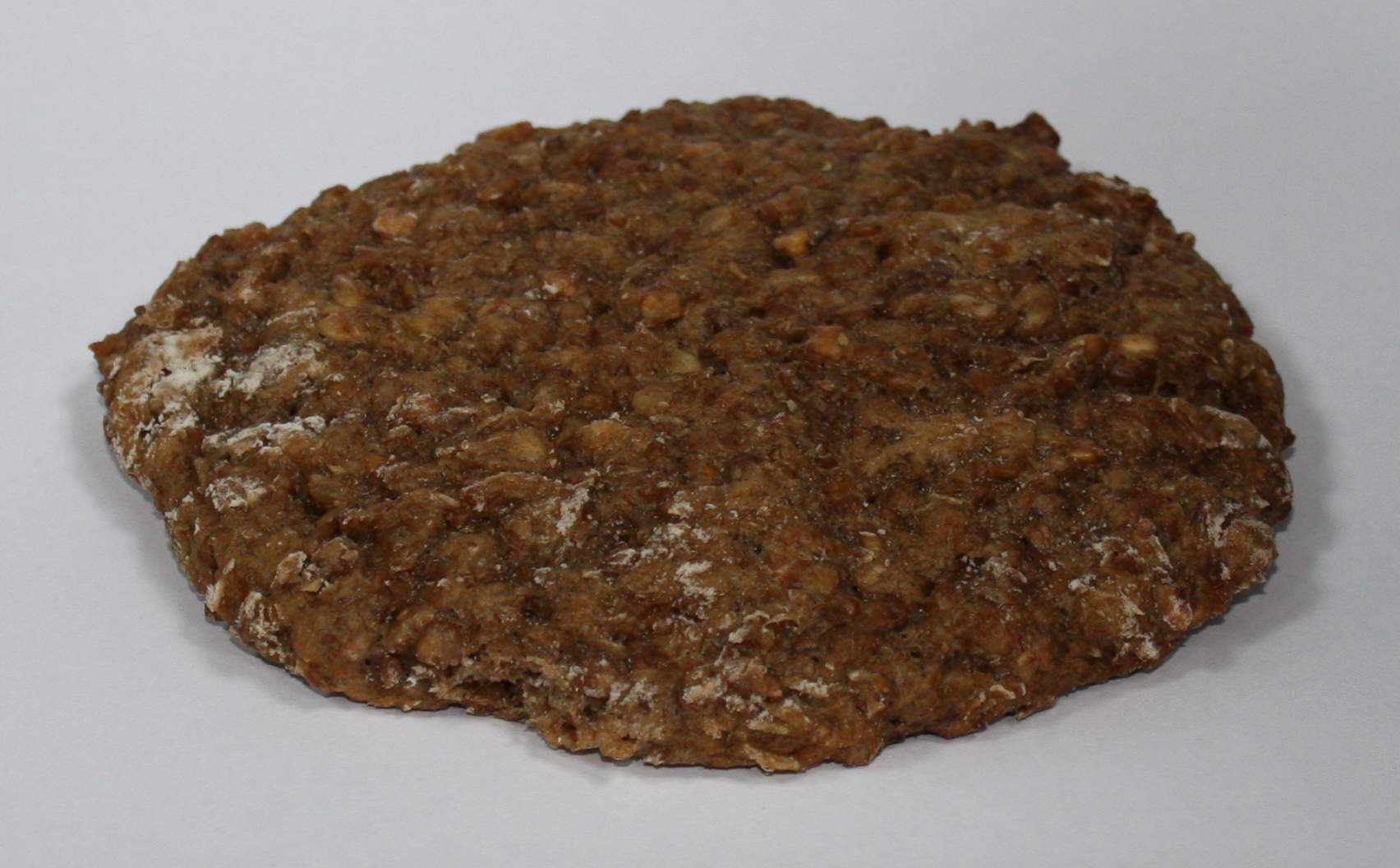
Galletta di pane esseno
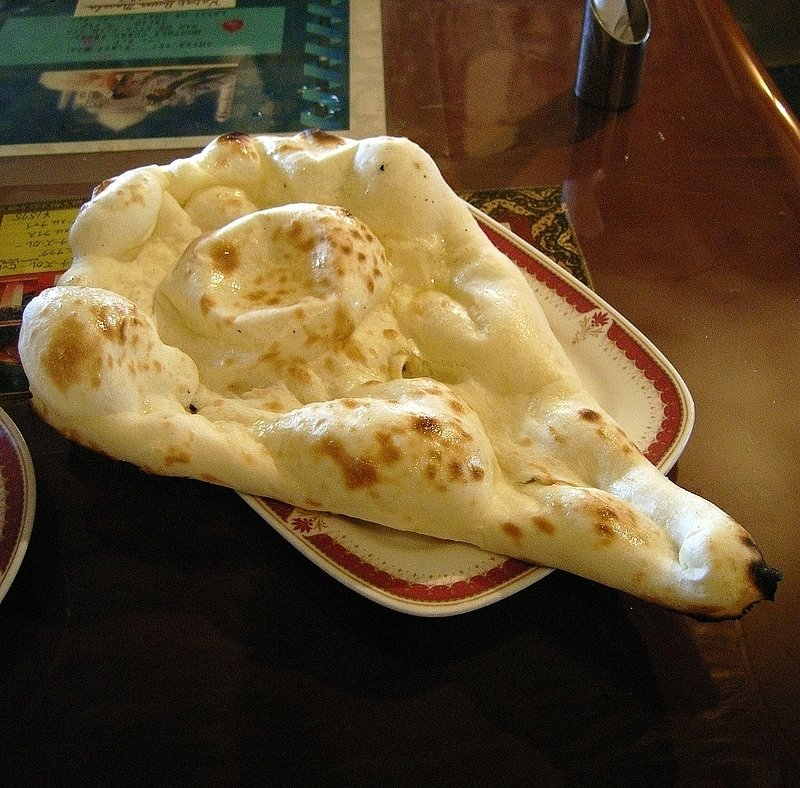
Naan
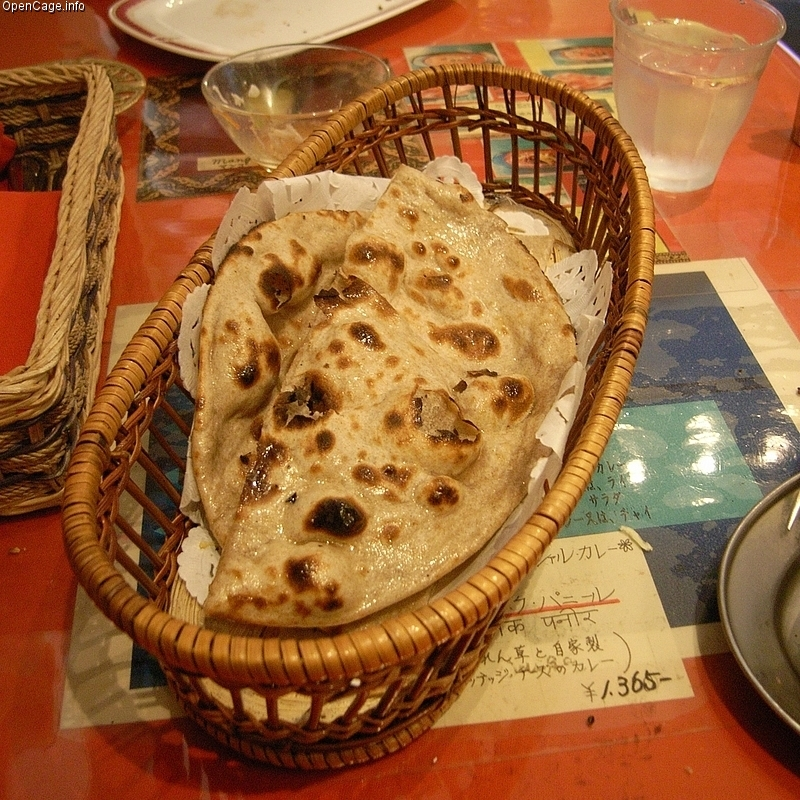
Roti
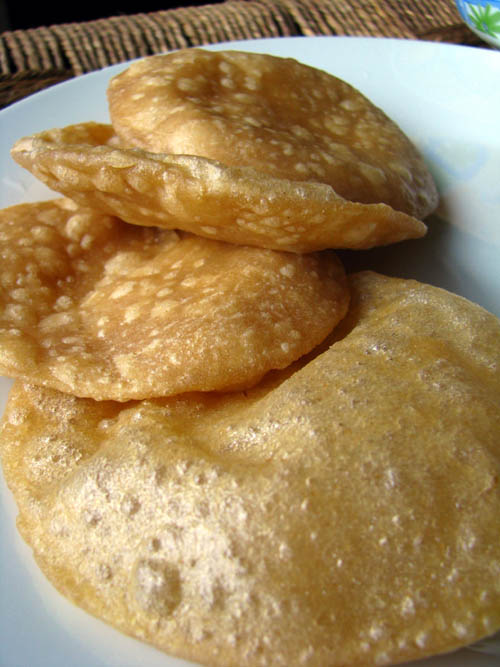
Luchi
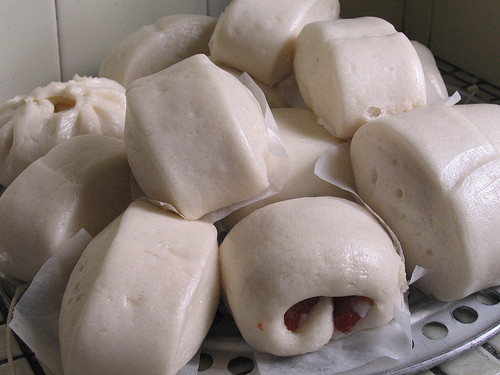
Mantou
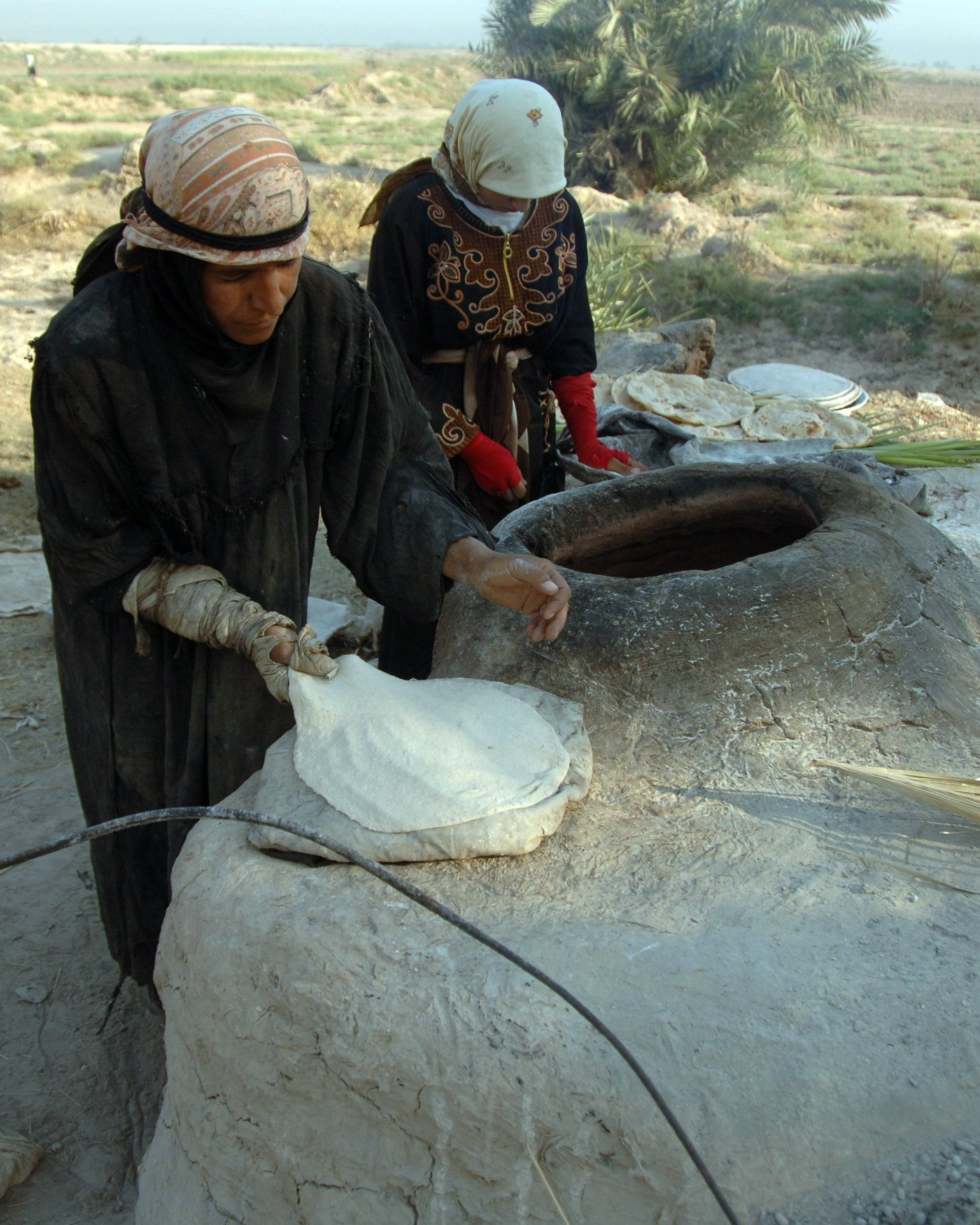
Preparazione del pane in Iraq

## Tecniche di preparazione

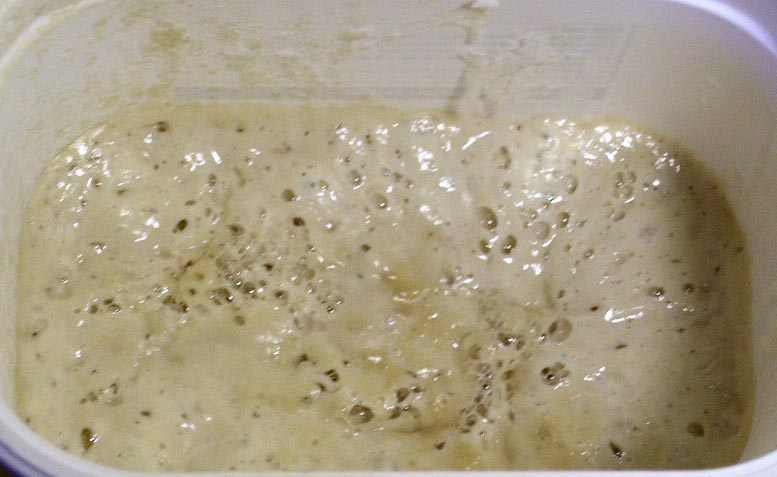
Lievito madre

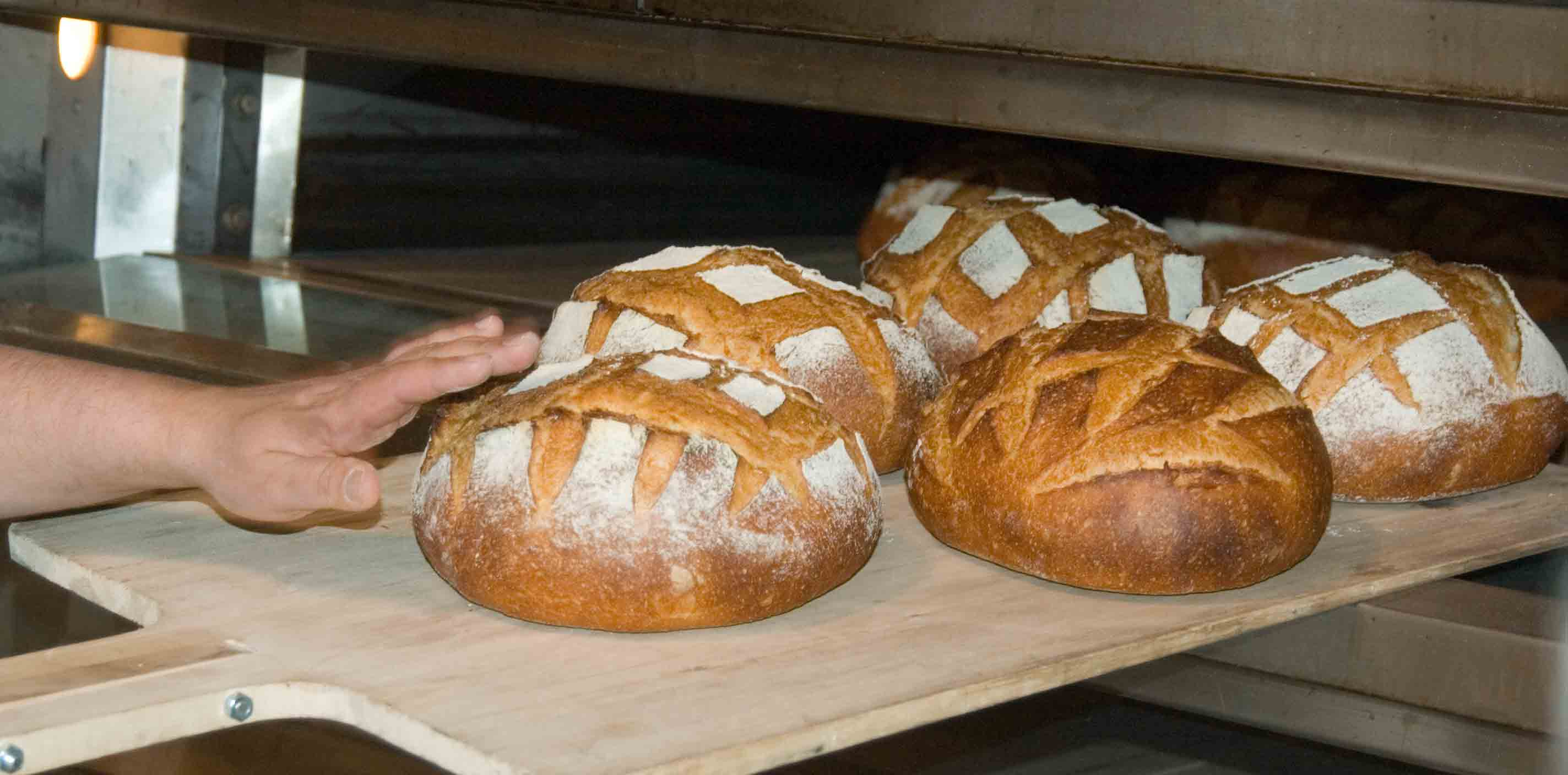
Forme di pane

Non esiste un metodo unico per la preparazione del pane.
Vengono riconosciuti tre principali metodi: diretto, semidiretto e indiretto.
- Metodo diretto: consiste nell'impasto di tutti gli ingredienti in un'unica fase.
- Semidiretto: consiste nell'impasto di tutti gli ingredienti in un'unica fase, aggiungendo il lievito o la pasta di riporto (è un pezzo di pasta lievitata il giorno precedente).
- Indiretto: prevede due fasi, nella prima si prepara un preimpasto di acqua, lievito e farina, chiamato biga o biga liquida a seconda della proporzione degli ingredienti che ne determina la consistenza; nella seconda si aggiungono al preimpasto, lasciato fermentare secondo i casi dalle 4 alle 48 ore[7], tutti gli altri ingredienti.

I vantaggi del metodo indiretto sono:
- Gusto e profumo più intensi.
- Alveolatura più sviluppata (i buchi nella mollica).
- Un prodotto più digeribile.
- Durata di conservazione più lunga.
- Riduzione dei tempi di fermentazione dell'impasto finale.
- Migliori caratteristiche strutturali e meccaniche (si ottiene una pasta più facile da lavorare).

Gli svantaggi sono:
- Maggiori difficoltà di preparazione.
- Tempi più lunghi.
- Richiede un monitoraggio costante delle temperature.

### Processi della produzione

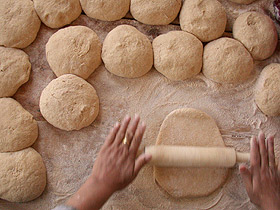
Preparazione del pane

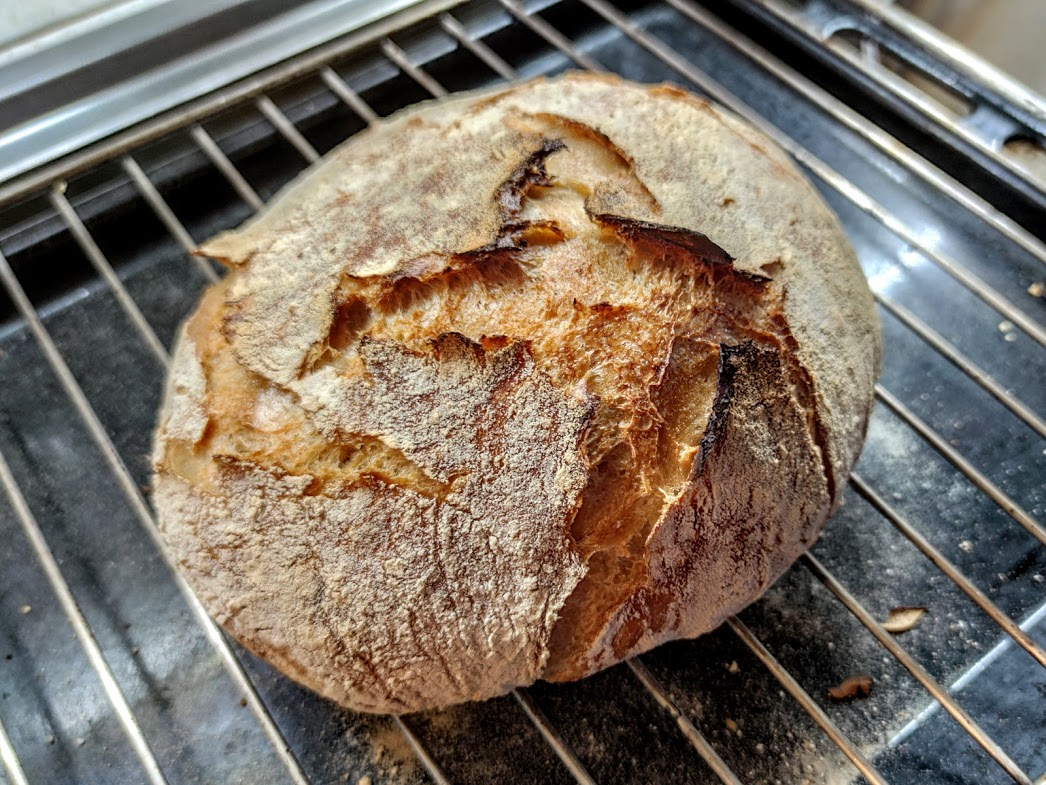
Pane cotto nel forno elettrico

I processi principali della produzione del pane sono:
- Impasto

L'impasto è quella operazione che permette di amalgamare tutti gli ingredienti e idratare le proteine della farina, in particolare la gliadina e la glutenina. Queste due proteine semplici poste a contatto con l'acqua formano un complesso proteico detto glutine che costituisce la struttura portante dell'impasto, rappresentata come forza della farina. Si tratta di una sorta di reticolo all'interno della massa di farina e acqua che la rende compatta, elastica e capace di trattenere gli amidi e i gas della lievitazione, che formano così le bolle caratteristiche della struttura spugnosa della mollica. L'impasto si esegue con macchine dette impastatrici. La temperatura ottimale dell'impasto, una volta ultimato, è compresa tra 22 e 26 °C. Le stagioni calde e le lavorazioni con macchine automatiche richiedono una temperatura più bassa. La temperatura della pasta viene regolata aumentando o diminuendo la temperatura dell'acqua. Nei mesi più caldi si può arrivare a utilizzare il ghiaccio in scaglie per abbassare la temperatura.
- Puntatura

L'impasto viene lasciato riposare. I tempi variano a seconda della ricetta e della forza della farina.
- Spezzatura e formatura

In questa fase l'impasto viene diviso in pezzi del peso desiderato. Questa fase viene effettuata a mano o con macchine chiamate spezzatrici o con gruppi automatici che oltre a dividere l'impasto creano le forme.
- Lievitazione

In questa fase le forme del pane raddoppiano o triplicano il volume. Il pane viene adagiato su assi in legno o teglie, il tempo varia a seconda della quantità e del tipo di lievito utilizzato. In questa fase avvengono varie reazioni chimiche che, a partire dagli zuccheri, producono alcool e anidride carbonica che viene trattenuta dal glutine. Durante questa fase il pane può essere coperto con dei teli (in lino o plastica) per evitare la formazione di crosta causata dall'evaporazione dell'acqua dalla superficie. Esistono anche delle celle di lievitazione che permettono di regolare e controllare  temperatura e umidità dell'aria.
- Cottura

La cottura è quel processo che attraverso una serie di trasformazioni chimiche, biologiche e fisiche permette di ottenere un prodotto commestibile. La cottura del pane avviene in forni che possono essere principalmente di tre tipi: a camere, rotativi e tunnel.
La temperatura di cottura varia da 180 fino a 275 °C e il tempo da 13 a 60 minuti. Indicativamente per pezzature grandi si utilizza una temperatura più bassa e un tempo maggiore. La pasta assorbe calore dalle pareti (irradiazione), dall'aria (convezione) e dalla piastra di cottura (conduzione). L'acqua presente all'interno evapora in superficie; questa dilatazione provoca un aumento del volume e l'idratazione della superficie permette di non seccare la crosta. Durante tutto il tempo di cottura la pasta al suo interno non supera mai i 98 °C. Il riscaldamento dell'interno della pasta avviene in modo graduale. Da 30 fino a 40 °C continua la fermentazione dei lieviti e la produzione di zucchero da parte degli enzimi. Da 40 fino a 60 °C avviene la morte dei saccaromiceti e inizia la solidificazione dell'amido. Tra i 60 fino a 80 °C avviene la completa solidificazione dell'amido, la cessazione dell'attività enzimatica e la volatilizzazione dell'alcol etilico. Tra i 100 fino a 140 °C in superficie avviene la completa evaporazione dell'acqua, che permette la formazione della crosta e la caramellizzazione degli zuccheri che conferisce alla superficie il colore ambrato.
Una tecnica di cottura innovativa è la cottura a vapore . Nonostante il vapore crei un ambiente tecnicamente sfavorevole alla cottura, un'azienda italiana ha brevettato un sistema di cottura sotto una campana di vetro con il vapore. A differenza dei metodi di cottura tradizionali, non c'è una vera e propria crosta, ma una pellicina croccante; la mollica è presente, ma è leggera e dotata di scioglievolezza. Il suo ideatore ha anche proposto un metodo per provare a realizzare un prodotto simile a casa.

### Le ricette

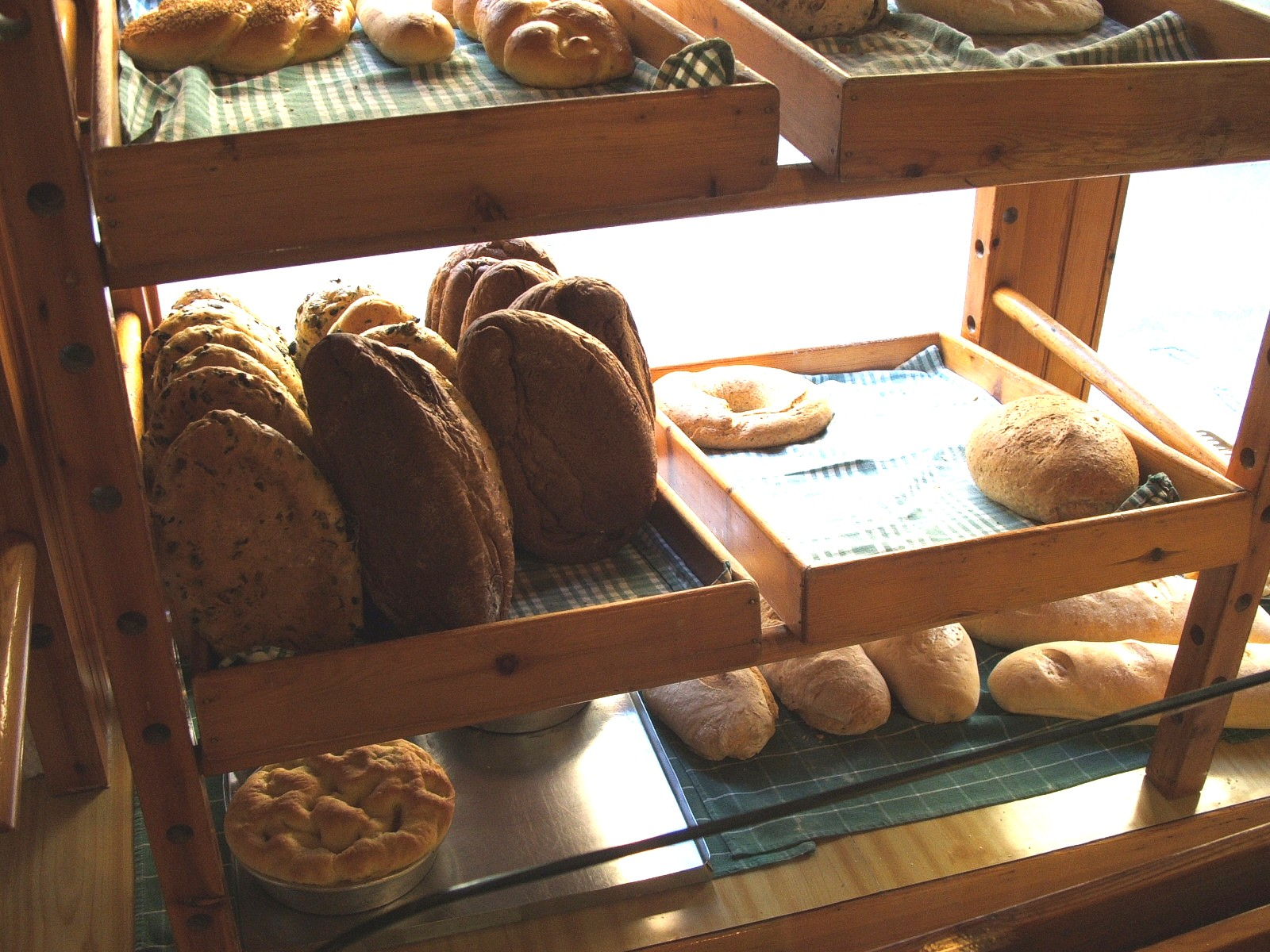
Pani regionali in vetrina

Le ricette più diffuse prevedono pressappoco l'impiego di due parti di farina di frumento e una di acqua, in parte freschi e in parte provenienti da un impasto precedente (lievito naturale o cosiddetta pasta madre); ne esistono tuttavia innumerevoli varianti in base al tipo di farine usate in aggiunta, oppure in sostituzione, di quella di frumento (ad esempio di mais o segale, ma anche derivata da legumi come la soia), oppure ancora per tipo di condimenti.
Quasi sempre al preparato per il pane viene aggiunto del sale durante la stessa fase di preparazione, eccetto alcuni tipi prodotti in Toscana, nelle Marche e in Umbria (notoriamente privi di questo condimento).
(Dante Alighieri nel XVII canto del Paradiso)
Ugualmente possono essere aggiunti anche olio, burro, strutto e altri grassi.
Inoltre in tempi recenti è sempre più diffusa l'abitudine di sostituire il lievito naturale con il lievito di birra che permette una lavorazione e una lievitazione più rapida.
Una volta preparato l'impasto, il pane veniva avvolto in un panno e lasciato lievitare per due o tre giorni in un posto fresco e asciutto. Con la stessa modalità avveniva per alcune settimane la conservazione del pane morbido appena sfornato.
Numerosi i tipi di pane riconosciuti in Italia come Prodotti agroalimentari tradizionali, o con D.O.P. o I.G.P.

## Valori nutritivi
Il pane, la pasta e il riso sono alimenti ricchi di zuccheri (o carboidrati) complessi; in una dieta equilibrata i carboidrati dovrebbero fornire il 50-55% delle calorie. Il pane come tutti gli alimenti presi singolarmente non è un alimento completo; è comunque ricco di fibre, in particolare quello integrale.
| COMPOSIZIONE CHIMICA per 100 g | COMPOSIZIONE CHIMICA per 100 g | COMPOSIZIONE CHIMICA per 100 g | COMPOSIZIONE CHIMICA per 100 g | COMPOSIZIONE CHIMICA per 100 g | COMPOSIZIONE CHIMICA per 100 g | COMPOSIZIONE CHIMICA per 100 g | COMPOSIZIONE CHIMICA per 100 g | COMPOSIZIONE CHIMICA per 100 g |
| Tipo                           | Parte edibile %                | Acqua g                        | Proteine g                     | Lipidi g                       | Carboidrati g                  | Amido g                        | Zuccheri solubili g            | Fibra totale g                 |
| ------------------------------ | ------------------------------ | ------------------------------ | ------------------------------ | ------------------------------ | ------------------------------ | ------------------------------ | ------------------------------ | ------------------------------ |
| Pane al malto                  | 100                            | 26,0                           | 8,3                            | 2,4                            | 56,6                           | 27,7                           | 26,1                           | 0                              |
| Pane azzimo                    | 100                            | 4,5                            | 10,7                           | 0,8                            | 87,1                           | 77,5                           | 1,9                            | 2,7                            |
| Pane di segale                 | 100                            | 37,0                           | 8,3                            | 1,7                            | 45,4                           | 39,5                           | 1,8                            | 4,6                            |
| Pane tipo 0                    | 100                            | 31,0                           | 8,1                            | 0,5                            | 63,5                           | 55,9                           | 2,0                            | 3,8                            |
| Pane tipo 00                   | 100                            | 29,0                           | 8,6                            | 0,4                            | 66,9                           | 59,1                           | 1,9                            | 3,2                            |
| Pane tipo 1                    | 100                            | 34,0                           | 8,9                            | 0,6                            | 59,7                           | 52,3                           | 2,2                            |                                |
| Pane tipo integrale            | 100                            | 36,6                           | 7,5                            | 1,3                            | 48,5                           |                                |                                | 6,5                            |
| Pane al latte                  | 100                            | 33,5,0                         | 9,0                            | 8,7                            | 48,2                           | 41,3                           | 2,7                            | 1,9                            |
| Pane all'olio                  | 100                            | 30,8                           | 7,7                            | 5,8                            | 57,5                           | 41,3                           | 4,0                            | 3,7                            |

| VALORE ENERGETICO per 100 g | VALORE ENERGETICO per 100 g | VALORE ENERGETICO per 100 g | VALORE ENERGETICO per 100 g |
| Tipo                        | Parte edibile %             | kcal                        | kJ                          |
| --------------------------- | --------------------------- | --------------------------- | --------------------------- |
| Pane al malto               | 100                         | 267                         | 1117                        |
| Pane azzimo                 | 100                         | 377                         | 1576                        |
| Pane di segale              | 100                         | 219                         | 915                         |
| Pane tipo 0                 | 100                         | 275                         | 1151                        |
| Pane tipo 00                | 100                         | 289                         | 1209                        |
| Pane tipo 1                 | 100                         | 265                         | 1108                        |
| Pane tipo integrale         | 100                         | 224                         | 935                         |
| Pane al latte               | 100                         | 295                         | 1234                        |
| Pane all'olio               | 100                         | 299                         | 1249                        |

## Pane rituale
Oltre che come alimento, nel corso della storia il pane ha acquisito anche funzioni rituali, per festeggiare momenti particolari della vita, sia religiosa che civile. Sono numerose le tradizioni dei pani rituali e delle feste, conservatesi nel tempo, in tutta Italia. In Sardegna, questa tradizione è ancora viva e sentita.

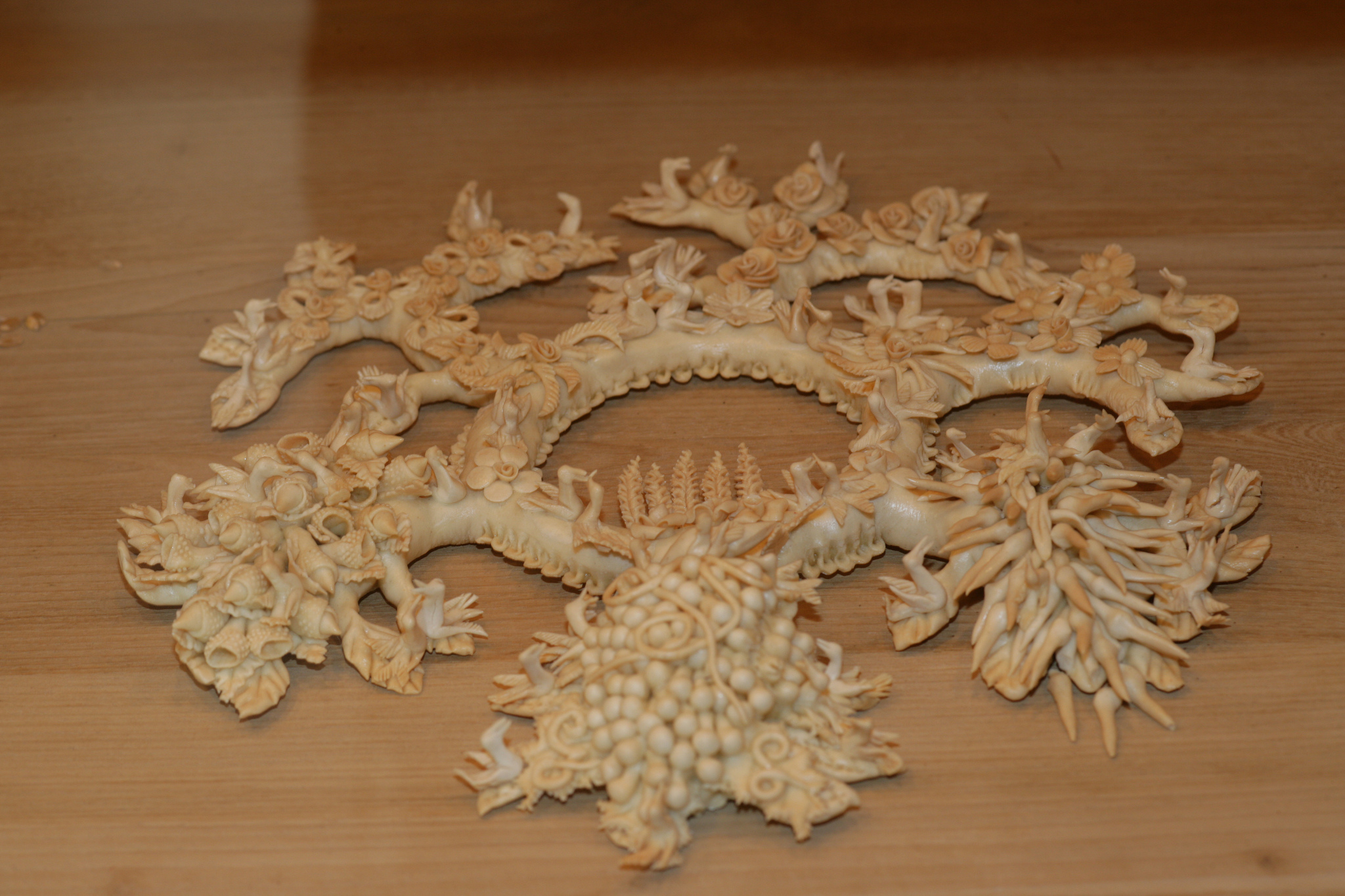
Museo del Pane Rituale della Sardegna (Borore)

A Borore, piccolo comune della Sardegna Centrale è ospitato, dal 2006, il Museo del Pane Rituale, che raccoglie una selezione di pani tradizionali e pani delle feste di vari paesi della Sardegna. Nel Museo vengono svolte le attività di laboratorio della panificazione tradizionale e artistica e per visitatori sono possibili le attività di laboratorio della panificazione con la realizzazione dei pani artistici e rituali. Il Museo, inoltre, ospita annualmente il concorso di panificazione artistica "sa coccoi pintada". Al suo interno, la visita parte con la presentazione della trasformazione del grano in farina, per passare alla sala degli strumenti da lavoro (dove sono presenti attrezzi per il lavoro dei campi e attrezzi per la lavorazione domestica del grano, della farina e del pane), alla presentazione di alcuni attrezzi di lavorazione della farina e pannelli descrittivi di alcune fasi di lavorazione del pane. Infine si passa alla sala dei pani quotidiani.
Tra le esposizioni dei pani rituali, di particolare interesse sono:
- la sala dei pani del ciclo pasquale (pani con l'uovo, pani che riproducono le varie fasi della passione di Cristo, Su Lazzaru, ecc.);
- l'esposizione dei pani del ciclo dell'anno, che ospita i pani legati alle festività calendariali e agrarie (quali il Capodanno e la trebbiatura);
- le feste dei santi patroni e dei santi guaritori (pani di San Marco, Santa Rita, Sant'Antonio, San Filippo, ecc.);
- la sala dei pani del ciclo della vita, dove sono raccolti i pani che tradizionalmente accompagnavano o accompagnano le tappe di passaggio della vita dell'uomo: la nascita (pani dell'infanzia), il matrimonio (pani dei fidanzati e degli sposi) e la morte (pani per la commemorazione dei morti);
- lo spazio dei pani processionali, preparati o addobbati per essere esposti anche nei momenti processionali delle varie feste religiose (pane de Is Bagadius di Siurgus Donigala, Su Crispesu di Orroli, ecc.)[11].

## Alcune varietà di pane
- Brezel
- Pane nero
- Focaccia
- Pane arabo
- Pane esseno

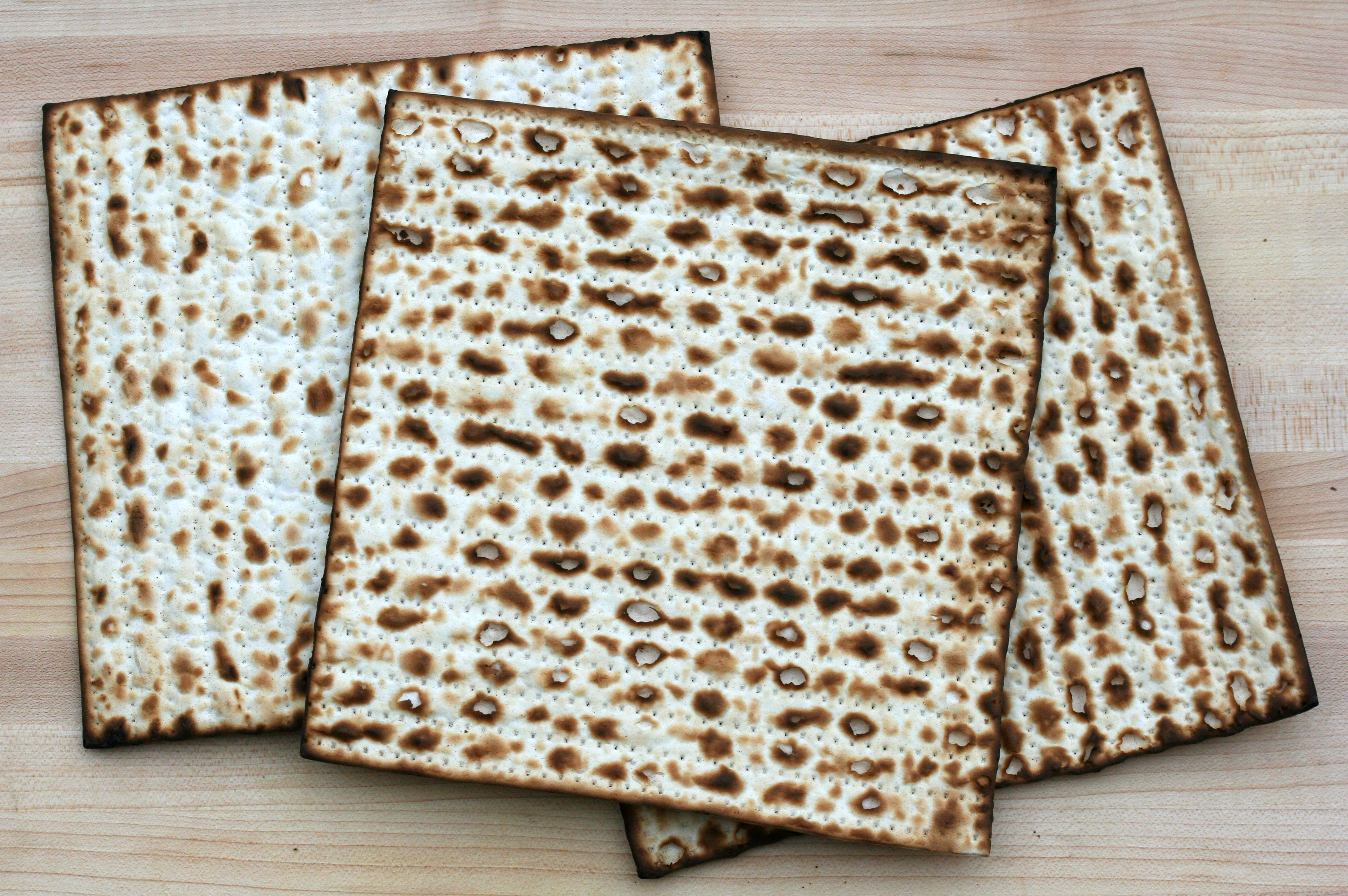
Matzah di produzione industriale

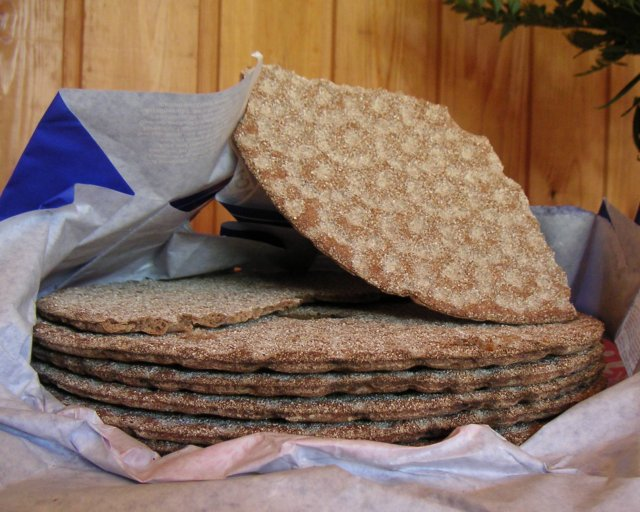
Fette di knäckebröd

- Obwarzanek, tipico pane della Polonia
- Pane azzimo
- Knäckebröd è un tipico pane croccante svedese
- La baguette, è un tipico pane della Francia
- La rupjmaize è un pane di segale tradizionale della Lettonia
- Burebrot tipico svizzero
- Pane al cardamomo tipico della Svezia e della Finlandia
- Bozza pratese tipico pane toscano senza sale

## Pane dolce
Nel mondo esistono molte varietà di pani dolci preparati con ingredienti che spaziano dal burro, alle uova e alla frutta secca. Solitamente hanno una consistenza morbida e, a differenza dei pani classici, che fungono da contorno, vengono consumati come piatto a sé stante. Fra i più celebri esempi di pani dolci consumati in Europa vi sono il muffin britannico, con gocce di cioccolato e a volte ripieni di frutta, il croissant francese, il roscón de Reyes spagnolo, a forma di ciambella e guarnito con frutta candita, il Chelsea bun a Londra, mentre in Italia sono particolarmente celebri il panettone, il pandoro, e la colomba pasquale, divenuti dei classici delle festività cristiane della Penisola.